# 千葉県道403号和田白浜館山自転車道線
千葉県道403号和田白浜館山自転車道線（ちばけんどう403ごう わだしらはまたてやまじてんしゃどうせん）は、千葉県南房総市から館山市に至る一般県道として認定された自転車道である。太平洋岸自転車道の一部で、大規模自転車道の一路線。

## 概要
車道の自歩道扱いになっている区間がほとんど。自転車専用道路区間は数百メトールしか存在しない。大量の砂浜に埋没してしまっている区間もある。

### 路線データ
- 起点：南房総市和田町下三原（旭橋、国道128号交点）
- 終点：館山市館山（下町交差点、国道410号・千葉県道250号館山港線交点）
- 総延長：49.341 km（安房土木事務所管内：49.341 km[1]）
- 重用延長：23.455 km（安房土木事務所管内：23.455 km[1]）
- 未供用延長：23.455 km（安房土木事務所管内：23.455 km[1]）
- 実延長：25.886 km（安房土木事務所管内：25.886 km[1]）

## 通過する自治体
- 千葉県
  - 南房総市
  - 館山市

## 交差する道路
- 国道128号：南房総市和田町下三原（旭橋、起点）
- 千葉県道297号和田丸山線：南房総市和田町下三原（温石川） - 白子（国道410号交点）
- 国道410号：南房総市白子（国道410号交点） - 千倉町忽戸（川口川）
- 国道410号：南房総市乙浜 - 館山市大神宮（相浜交差点）
- 千葉県道257号南安房公園線：館山市大神宮（相浜交差点） - 館山（下町交差点、終点）
- 国道410号・千葉県道250号館山港線：館山市館山（下町交差点、終点）